# コーディン
コーディン（こーでぃん、Chordin （ギリシャ語のχορδή、ひも、catgutから））またはCHRDは、脊椎動物の初期胚発生時の背腹パターン形成において重要な役割を果たすタンパク質。 Chordinはchrd 遺伝子によってコード化されている。
シュペーマンオーガナイザーから分泌されるタンパク質であり、周囲の未分化外胚葉組織に働きかけることにより神経組織を誘導するタンパク質である。
ハンス・シュペーマンとヒルデ・マンゴルトらが、原口背唇部を他の胚に移植すると二次体軸が形成されることから、その活性が報告されていたが、長らくその実態は不明であった。Edward M. De Robertisや笹井芳樹らは、ディフェッレンシャルスクリーンを用いることにより、それに関わるタンパク質を同定し、コーディンと名付けた。その実態は、骨形成タンパク質の阻害タンパク質である。